# Bernhard Ayglerius
Bernhard Ayglerius OSB, auch Bernard Ayglier (* um 1216 in Lyon; † 4. April 1282 in Montecassino) war Abt von Montecassino, Kardinal und theologischer Schriftsteller.

## Leben
Er trat im Kloster Savigny in der Erzdiözese Lyon in den Benediktinerorden ein. Papst Innozenz IV. ernannte ihn zum päpstlichen Kaplan. Um 1244 erscheint er als Auditor der Römischen Rota. Seit 1256 war er Abt des Klosters Lérins auf der Île Saint-Honorat. Um 1263 wurde er von Urban IV. zum Abt von Monte Cassino ernannt, was er bis zu seinem Tod blieb. Bernhard holte die Mönche aus der Emigration zurück und reformierte das Klosterleben. In San Germano begründete er ein Hospital und erlaubte den Dominikanern auf Bitten Thomas von Aquins, dort eine Kirche zu bauen. Karl von Anjou rief ihn um 1266 in das Königreich Sizilien, wo Bernhard Berater des Königs wurde.
Zwischen 1265 und 1268 erhob ihn Papst Clemens IV. zum Kardinal, Bernhard nahm jedoch nie an einem Konklave teil. Er war als Legat in Frankreich, um die Albigenser zu bekämpfen, und Legat in Konstantinopel. Nach seiner Rückkehr nach Montecassino überzeugte er König Karl I., seine Truppen aus einer nahegelegenen Burg abzuziehen.
Seine Grablege in der Abtei Montecassino trägt keine Abzeichen, es gibt auch keinen Epitaph.

## Werke
Bernhard schrieb einen Kommentar zur Benediktsregel und ein Speculum monachorum, eine Lehrschrift für das richtige Verhalten von Mönchen. Aus seiner Amtszeit sind Register seiner Urkunden erhalten.